# Relations entre l'Allemagne et la Suisse
 (octobre 2012).
Si vous disposez d'ouvrages ou d'articles de référence ou si vous connaissez des sites web de qualité traitant du thème abordé ici, merci de compléter l'article en donnant les références utiles à sa vérifiabilité et en les liant à la section « Notes et références ».
Les relations diplomatiques entre l'Allemagne et la Suisse sont parmi les plus étroites que la Suisse entretient[réf. nécessaire]. Entre la Suisse et l'Allemagne et entre la Suisse et l'Union européenne (UE), dont l'Allemagne est membre, il existe plus de 200 accords. La Suisse fait également partie de l'espace Schengen qui permet une libre circulation des personnes des États ayant signé cet accord.
L'Allemagne est le premier partenaire commercial de la Suisse[réf. nécessaire] et un tiers de l'ensemble des importations de la Suisse proviennent de l'Allemagne[réf. nécessaire] (plus que l'Italie, la France, les Pays-Bas et les États-Unis mis ensemble). La Suisse est également le troisième plus grand investisseur étranger en Allemagne (après d'autres États de l'UE et les États-Unis) et les entreprises suisses emploient également 260 000 personnes en Allemagne. L'Allemagne est le cinquième investisseur en Suisse et entreprises allemandes emploient 94 000 personnes en Suisse.
Les deux sont aussi vis-à-vis de l'autre le plus grand groupe de visiteurs étrangers, et la Suisse est la plus grande destination d'émigration pour les Allemands[réf. nécessaire]. La population allemande en Suisse est le deuxième plus grand groupe étranger (après les Italiens) et le nombre de Suisses vivant en Allemagne a augmenté de 11 % à 76 000[réf. nécessaire]. La plupart de ces émigrants sont des professionnels hautement qualifiés, tels que les professeurs d'université.
Les deux partagent une frontière et une langue, l'allemand. Plus de 44 000 Allemands traversent la frontière chaque jour et il y a une forte coopération transfrontalière, en particulier dans le Haut-Rhin et le Lac de Constance. Cependant les relations sont tendues par les questions fiscales en suspens et les restrictions allemandes sur les vols à destination de Zurich.